# Scooter
 For alternative betydninger, se Scooter (flertydig). (Se også artikler, som begynder med Scooter)
En scooter ((engelsk) to scoot; fare af sted, pile af sted) er en mindre knallert/motorcykel, med hjul på 10 til 16 tommer. Motoren sidder nær baghjulet, og er ofte næsten gemt bag skærmen. Stellets centralrør er ofte ført meget lavt, og giver let påstigning. Førerens ben vil under kørslen som regel hvile på en plade i modsætning til motorcyklens fodhvilere. Scootere er som regel udstyret med automatisk variabel transmission (også kaldet variator) og med elstart. Scooterens storhedstid startede med italienske Vespa i 1950'erne hvorefter den døde næsten helt ud i løbet af 1960'erne, men blussede op igen sidst i 1990'erne, hvor de moderne scootere kom frem. En moderne scooter med 2-taktmotor blander selv benzin og olie fra hhv. benzin- og olietank i modsætning til en knallert, hvor benzin og olie skal blandes, før de kommes i samme tank. En scooter med 4-taktmotor fungerer derimod ligesom en bil, hvor der ikke kræves olie i benzinen, men smøreolie i bunden af motoren skal skiftes med jævne mellemrum.

## Danmark
I Danmark har man scootere, der må køre hhv. 30 km/t og 45 km/t, der juridisk hører under tilsvarende knallerter. Og store scootere som hører ind under motorcykel betegnelsen. En knallert-30, må højest køre 30 km/t og er med begrænsning, så den ikke kører over fartgrænsen, som er 30 km/t, hvis denne grænse overskrides vil det medføre bøde, hvis man bliver stoppet – og hvis det er over 42 km/t kan Politiet give dig en advarsel, og anden gang konfiskerer de den, og man får den ikke tilbage.

### Kørekort og aldersgrænser
Den 19. januar 2013 trådte en ny bekendtgørelse for kørekort i kraft. Bekendtgørelsen indebærer blandt andet, at det fremover kræver et kørekort, kategori AM (lille knallert), for lovligt at kunne køre knallert-30.
Der kræves kørekort til lille knallert hvis man er under 18 og ikke tidligere har taget knallertbevis, og hvis man er fyldt 18 år efter den 19. januar 2013, og ikke har kørekort til bil, motorcykel eller knallert-45.
Der gælder som hovedregel samme færdselsregler for lille knallert (knallert-30) som for cykler, og de skal derfor køre på cykelstien.
En knallert-45 må højst køre 45 km/t, og skal køre på vejen. Den må kun føres af personer med kørekort til minimum stor knallert bil eller motorcykel. En knallert-45 skal følge de almene færdselsregler.
Fælles for begge knallert-typer er at cylindervolumen ikke må overstige 50 cm3 (kubikcentimeter). Scootere med cylindervolumen større end 50 cm3 bliver betragtet som motorcykler.
D. 1. juni 2006 blev det indført, at alle fabriksnye knallerter skal have nummerplader på:
Knallert-30 gule nummerplader, knallert-45 hvide nummerplader. Nummerpladerne til knallert-30 består af to bogstaver og fire cifre i to linjer på formen {\displaystyle {\begin{vmatrix}AB1\\234\end{vmatrix}}}, mens knallert-45-nummerpladen består af to bogstaver og tre cifre i to linjer på formen {\displaystyle {\begin{vmatrix}AB\\123\end{vmatrix}}}.
Knallerter (knallert-30) som er købt før 1. juli 2006 skal ikke have nummerplade på.
En undtagelse i de danske kørekort regler gør, at man på et almindeligt B kørekort, må køre på 3 hjulet motorcykler. Som f.eks. Yamaha Tricity og Piaggio Mp3.

### 15-årige på knallert
Den 1. oktober 2016 trådte nyt lovforslag i kraft], vedtaget i Folketinget 31. maj 2016, der nedsatte aldersgrænsen for kørekort til lille knallert til 15 år  

### Hastighedsbegrænsninger
For at overholde dansk lovgivning om at scootere og knallerter maksimalt må køre hhv. 30 eller 45 km/t, bliver der fra fabrikken ændret på scooteren, således at den ikke kan køre så hurtigt som den egentligt er designet til.
Ved at ændre på dele som variator, karburator, udstødning og CDI, kan scooterens maksimale hastighed begrænses.
Disse begrænsninger kan medvirke at scooteren bruger mere brændstof pr. kilometer og at motoren slides hurtigere.

## Karburator eller direkte benzin indsprøjtning
Scootere med 2-taktsmotor er kendt for at larme, forurene og for et højt brændstofforbrug. I de senere år er der kommet 2-taktsmotorer med direkte benzinindsprøjtning, i modsætning til 2-taktsmotorer med karburator.
Aprilia SR50 DITECH er en 2-takts-scooter med direkte indsprøjtning, som kan køre lige så langt pr. liter som en scooter med 4-taktsmotor, da den ikke spilder benzin, på samme måde som en 2-taktsmotor med karburator. Desuden har den en langt mindre forurenende udstødningsgas.

## Elektriske scootere
Der er begyndt at komme flere og flere elektriske scootere på markedet. De kan ligne almindelige benzindrevne scootere, men har i stedet en elektrisk motor, en controller og batterier. Fordelene er mindre støj og mindre forurening. Ulemperne er at rækkevidden er kort, og at opladningstiden er forholdsvis lang. Desuden har batterierne lavere kapacitet om vinteren, pga. kulde, hvilket betyder kortere rækkevidde end normalt.

## Scootermærker
| - AGM - AMP - Apollo - Aprilia - Avanti - Baotian - Busetto - CPI - Derbi | - Earthenergy - Ebretti - Ego - EVT - E-ton - Giantco - Gilera - Hero Majestic - Honda | - Kinroad - Kreidler - Kymco - Malaguti - Motor Mania - Norsjö - Peugeot - Pgo - Piaggio - Pexma | - Qingqi - Rieju - Romet - Sachs - Scoopie - Solex - Skyteam - Suzuki - SWAP - Sym | - Texas - TMP - TMS - Vespa - Viarelli - Yamaha - Yamasaki - Yiben - Zongshen |